# مهدی یحیی‌نژاد
مهدی یحیی‌نژاد مقیم شمال کالیفرنیا و دانش آموختهٔ دبیرستان البرز و دانشگاه‌های صنعتی شریف (کارشناسی در رشتهٔ فیزیک)، تورنتو (کارشناسی ارشد در فیزیک تجربی)، ام‌آی‌تی (دکتری در فیزیک و بیوانفورماتیک)، و استنفورد (پسا دکترا در بیوانفورماتیک) است. یحیی‌نژاد دارای مدال برنز در المپیاد جهانی فیزیک در سال ۱۹۹۳ است.

یحیی‌نژاد از بنیانگذاران وبگاه بالاترین است. او همچنین مدیر پروژهٔ توشه، سرویسی رایگان برای ارسال محتوای دیجیتال از طریق ماهواره، است.